# El otro "yo" del profesor Bacterio
El otro "yo" del profesor Bacterio es una historieta del dibujante de cómics español Francisco Ibáñez perteneciente a la serie de Mortadelo y Filemón. 

## Sinopsis
El profesor Bacterio ha probado uno de sus inventos. Se trata de una pócima que estimula el otro "yo" (persona que reacciona de acuerdo con su subconsciente) de cada persona y el otro "yo" del profesor Bacterio resulta ser un gamberro que se dedica a hacer fechorías por la ciudad. Mortadelo y Filemón deberán encontrar al profesor Bacterio y llevarlo a la T.I.A. para que pueda ser curado. Esto les traerá multitud de problemas.

## Influencia
El mismo argumento, pero con el papel de Mortadelo en lugar del profesor Bacterio aparece en la historieta corta El Supergamberro del Mortadelo Extra primavera de 1972.

## En otros medios
- Ha sido adaptado al completo en el episodio de la serie de televisión sobre los personajes.[2]